# The Eternal Idol
A The Eternal Idol az angol Black Sabbath 13. stúdióalbuma, amely 1987-ben jelent meg. Ez volt az első Sabbath nagylemez, amelyen Tony Martin énekes közreműködött, és egyben az utolsó melyet a Vertigo (Angliában) és a Warner Bros. (az USA-ban) kiadók gondoztak. Az album a 168. helyet érte csak el a Billboard 200-as listáján. 1996-ban és 2004-ben újra kiadták a lemezt. Az album 2010-ben megjelent deluxe változatának bónusz lemeze a Ray Gillen énekessel készült demókat tartalmazza.

## Története
A lemezfelvételt elkezdtük az egyik felállással és befejeztük egy másikkal. A végére teljesen elvesztettem a fonalat, annyi ember szállt be és ki rövid idő alatt.
Az albumot eredetileg az előző albumon szereplő felállásban tervezték rögzíteni, de a felvételek kezdetén Ray Gillen énekes kilépett a zenekarból. A lemezt végül Tony Martin énekelte fel, aki bevált a poszton és hivatalosan is a Black Sabbath énekese lett, a következő években több albumot is készítettek vele. Gillen után a basszusgitáros Dan Spitz is távozott. Habár az albumborítón Spitzet tüntették fel, a basszusfutamokat valójában Bob Daisley játszotta lemezre. A lemezfelvétel végén aztán Daisley és a dobos Eric Singer is kiléptek, mindketten Gary Moore együttesében folytatták. A The Shining kislemez videóklipjében éppen ezért Iommi és Martin mellett a The Clash dobosa Terry Chimes és egy ismeretlen basszusgitáros szerepel, de ők sem maradtak a zenekarban.

## Az album dalai
1. "The Shining" – 5:59
2. "Ancient Warrior" – 5:28
3. "Hard Life to Love" – 5:00
4. "Glory Ride" – 4:49
5. "Born to Lose" – 3:43
6. "Nightmare" – 5:19
7. "Scarlet Pimpernel" (instrumental)– 2:05
8. "Lost Forever" – 4:03
9. "Eternal Idol" – 6:33

## Közreműködők
- Tony Martin – ének
- Tony Iommi – gitár
- Bob Daisley – basszusgitár
- Eric Singer – dobok
- Geoff Nicholls – billentyűsök
- Bev Bevan – ütőhangszerek a "Scarlet Pimpernel" és "Eternal Idol" dalokban